# Іпполіта
Іпполі́та, або Гіпполі́та (грец. Ιππολύτη) — міфічна цариця амазонок, дочка Ареса й Отрери. Добуття її золотого пояса стало дев'ятим подвигом Геракла.

## Подорож Геракла до Іпполіти
Еврістей наказав Гераклові добути золотий пояс Іпполіти, подарований їй Аресом, для своєї дочки Адмети. Геракл вирушив на пошуки Іпполіти на кораблі разом із добровольцями, з-поміж яких відомі: Іолай, Теламон Егінський, Пелей Іолкський та Тесей Афінський. З ними він дістався до володінь амазонок по річці Фермодонт, що впадала до Понту Евксинського.
Дорогою мандрівники зупинилися на острові Парос, де правили четверо синів царя Міноса: Еврімедон, Хріс, Нефаліон і Філолай. Вони були при владі всупереч заповіту царя Радаманта, що оголосив законним володарем острова Алкея. Коли двоє супутників Геракла зійшли на Парос в пошуках води, сини Міноса вбили їх. За це Геракл убив несправедливих царів і взяв Парос в облогу. Зняв він її тільки в обмін на двох паросців як рабів, що були необхідні в плаванні. Царевич Алкей і його брат Сфенел самі приєдналися до героя.
Після цього Геракл поплив через Геллеспонт і Босфор в мізійський Маріандин до царя пафлагонців Ліка, внука Тантала, який виявив до прибулих гостинність. За це Геракл допоміг Ліку в боротьбі проти племені бебриків та повернув Ліку відібрані в нього землі. Той у свою чергу віддячив героєві, назвавши ті землі Гераклією.

## Добуття поясу Іпполіти

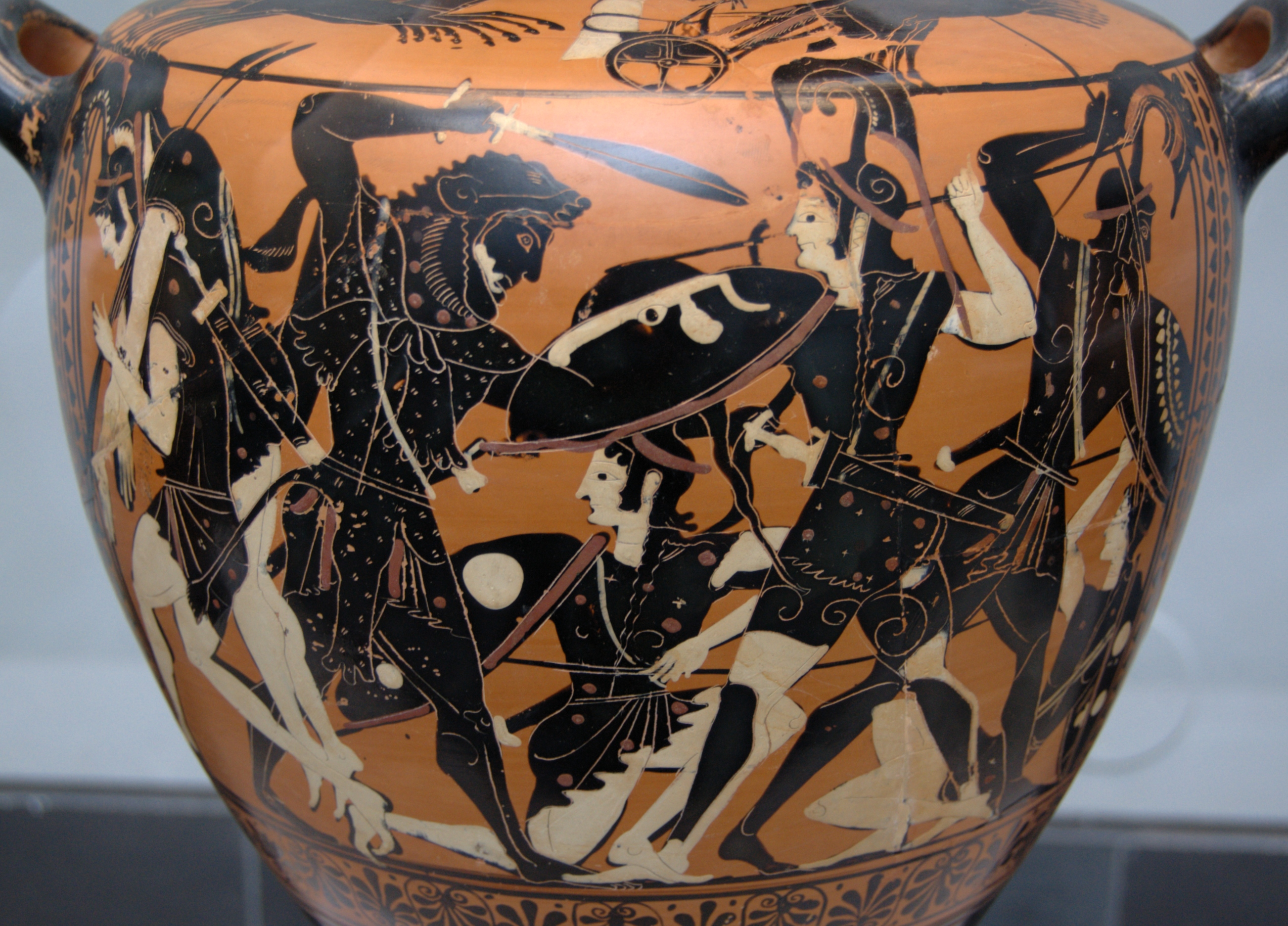
Битва амазонок з Гераклом

Геракл досягнув цілі в бухті Феміскіри, де Іпполіти сама вийшла йому назустріч. Захоплена силою і красою Геракла, вона вирішила віддати йому пояс. Однак Гера аби перешкодити Гераклу набула вигляду амазонки і стала поширювати чутки, що прибулі мандрівники замислили викрасти Іпполіту. Підбурені нею амазонки озброїлися і, осідлавши коней, спрямувалися до Геракла і його супутників. Той був змушений вступити в бій та вбити багатьох нападниць.
За одним з варіантів міфу Геракл убив Іпполіту, думаючи, що вона відпочатку задумала його погубити. Він забрав пояс, озброївся її сокирою та надягнув її обладунки, в яких і здобув перемогу. Вцілілі амазонки врятувалися втечею. Інший варіант говорить, що Геракл захопив Іпполіту в полон, а інша цариця амазонок, Меланіппа, викупила її. Також існує оповідь за якою Іпполіту захопив Тесей і віддав її пояс Гераклу, або що Геракл виборов пояс у влаштованому пізніше чесному двобої. Програвши, Іпполіта вирішила за краще померти, ніж жити з визнанням поразки.

## Трактування міфу про Іпполіту
В добутті поясу Іпполіти вбачається відображення випробувань, які належало пройти нареченому за матріархату. Те, що Геракл в міфі вирушає до Понту Евксинського, може бути пізньою деталлю, доданою через те, що в Греції матріархату до того часу не збереглося. 